# Париж (лайнер)
«Париж» (фр. Paris) — французский океанский лайнер, построенный в Сен-Назере, Франция для «Компани женераль трансатлантик» («Френч Лайн»). Лайнер строился на верфи «Шантье е ателье дель Атлантик». Хотя киль «Парижа» был заложен в 1913 году, его спуск на воду был отсрочен до 1916 года, и судно не было закончено до 1921 года из-за Первой мировой войны. Когда «Париж» закончили, он был самым большим французским судном, имея тоннаж в 34,569 тонн.

## Интерьер

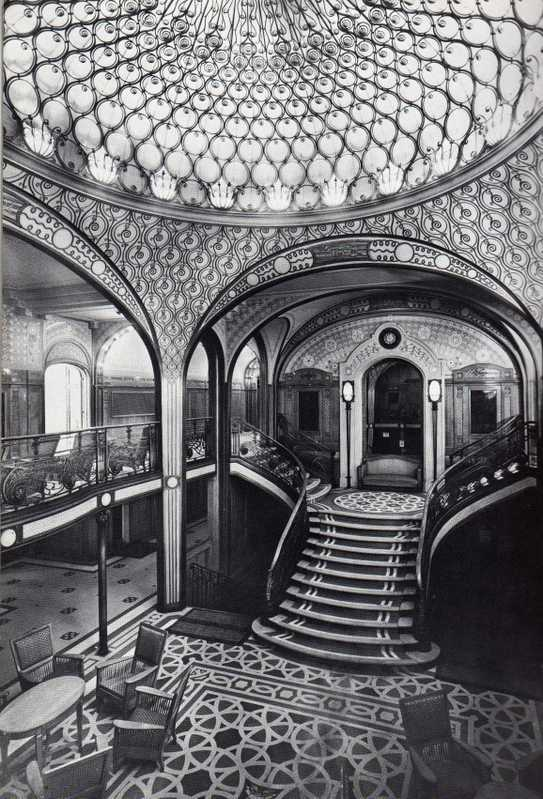
Главная лестница

Интерьер «Парижа» отражал переходный период начала двадцатых, от устаревшей роскоши эпохи Якова I, тюдоровского стиля и барокко к новому более простому стилю ар-деко. Пассажиры могли путешествовать в «консервативных» роскошных каютах, но судно также показало элементы ар-нуво и намёки на ар-деко, чем шесть лет спустя сможет похвастаться «Иль де Франс». Ни одно другое судно не могло похвастать такой роскошью, какая была у «Парижа». В большинстве кают первого класса были квадратные окна, а не круглые.
В каютах первого класса также были личные телефоны — очень редкая особенность для кораблей того времени.

## Двигатели
Новые турбины, работавшие на нефти вместо угля, придали машинному отделению чистый, почти полированный вид. Наконец, пассажиры, которым было интересно, могли отправиться в тур по машинному отделению. Самое большое впечатление произвела энергетическая установка судна, позволявшая вести судно со скоростью в 21 узел и имея 2,500 человек на борту без особых усилий. Французские суда быстро стали известными как «аристократы» океана, и приобрели колоссальный успех. «Париж» обслуживал североатлантический маршрут вместе со своей компаньонкой «Францией», делая путешествие между Францией и США легендарным опытом.

## Жизнь на борту
Трапезы на судне были великолепны, а обслуживание еще лучше. Обеденный салон первого класса был очень красивым и удобным. Суда компании «Френч Лайн» были очень популярны в 1920-х — «Плавучие кусочки Франции», как говорилось в одной брошюре.
Обслуживание и условия были прекрасны, но также славилась и кухня, говорят, больше всего чаек летало именно за «Парижем», в надежде полакомиться отходами с изысканной кухни лайнера. Особый взлёт популярности «Френч Лайн» был связан с вводом в строй третьего судна компании — «Иль де Франс».

## Карьера

«Франция» (слева) и «Париж» (справа) в Нью-Йорке

Лайнер отправился в свой первый рейс между Гавром и Нью-Йорком 15 июня 1921 года. «Париж» застал золотой век пароходства после Первой мировой войны, а также сухой закон, благодаря которому, американцы всё чаще стали выбирать европейские суда из-за того, что на них алкоголь не был запрещён. Также «Париж» был первым лайнером, на борту которого устраивались танцы с 1929 года и был кинотеатр.
В 1927 году на «Париже» произошёл пожар после столкновения с норвежским грузовым судном. В результате аварии 12 членов экипажа грузового судна погибли, вся вина была возложена на экипаж лайнера. В апреля 1929 года судно дважды садилось на мель, а в августе ещё один сильный пожар возник на судне, в Гавре, что привело к его затоплению. Оно было поднято три недели спустя и отправлено в долгий ремонт на полгода. 
В течение своей карьеры, он осуществлял рейсы между Нью-Йорком и Гавром, а также и круизы на Карибы и в Средиземноморье. В ответ на введение в состав флота «Нормандии» Френч Лайн решила преобразовать «Париж» в круизный лайнер. Но эта идея не была воплощена.

## Гибель
С началом Великой депрессии даже эти элегантные французские суда ходили лишь на треть заполненные пассажирами. Френч Лайн пыталась избежать стоянки судов и отправляла их в круизы.
18 апреля 1939 года «Париж» загорелся в порту Гавра и временно заблокировал новому суперлайнеру «Нормандии» выход из сухого дока. Лайнер погиб, как и «Нормандия» тремя годами позже. Слишком большой объём воды залитый с одного борта вызвал сильный крен и судно перевернулось. Подобно тому, как «Нормандии» срезали надстройку, «Парижу» срезали трубы, чтобы «Нормандия» смогла выйти из сухого дока. Лайнер оставался на том же месте в течение всей Второй мировой войны. Спустя год после окончания войны, 50,000 тонный немецкий лайнер «Европа» был передан Френч Лайн за «Нормандию» и переименован в «Либертэ».
В то время как «Либертэ» переоборудовали в Гавре, декабрьская буря оторвала судно от её швартов и бросила на полузатопленные останки «Парижа», к счастью новый лайнер не пострадал. «Париж» был ещё одним из почти дюжины французских судов, которые сгорели в период между 1930-ми и 1940-ми.